# Sabine Vermeulen
Pour les articles homonymes, voir Vermeulen.
Sabine Vermeulen, née le 12 mars 1971 à Deinze est une femme politique belge flamande, membre du N-VA.
Elle est graduée en grafische bedrijven (Higro, Gand); elle dispose d'un certificat d'aptitude pédagogique (Sint-Antonius, Gand). Elle est administratrice de la Vlaamse maatschappij voor Sociaal Wonen - VMSW et fut coordinatrice provinciale pour la N-VA.

## Carrière politique
- Depuis 2008 : conseillère de CPAS à Deinze
- Sénatrice belge depuis le 9 octobre 2012 au 25 mai 2014(remplaçant Luc Sevenhans)
- Députée flamande au 25 mai 2014